# 沃斯大街

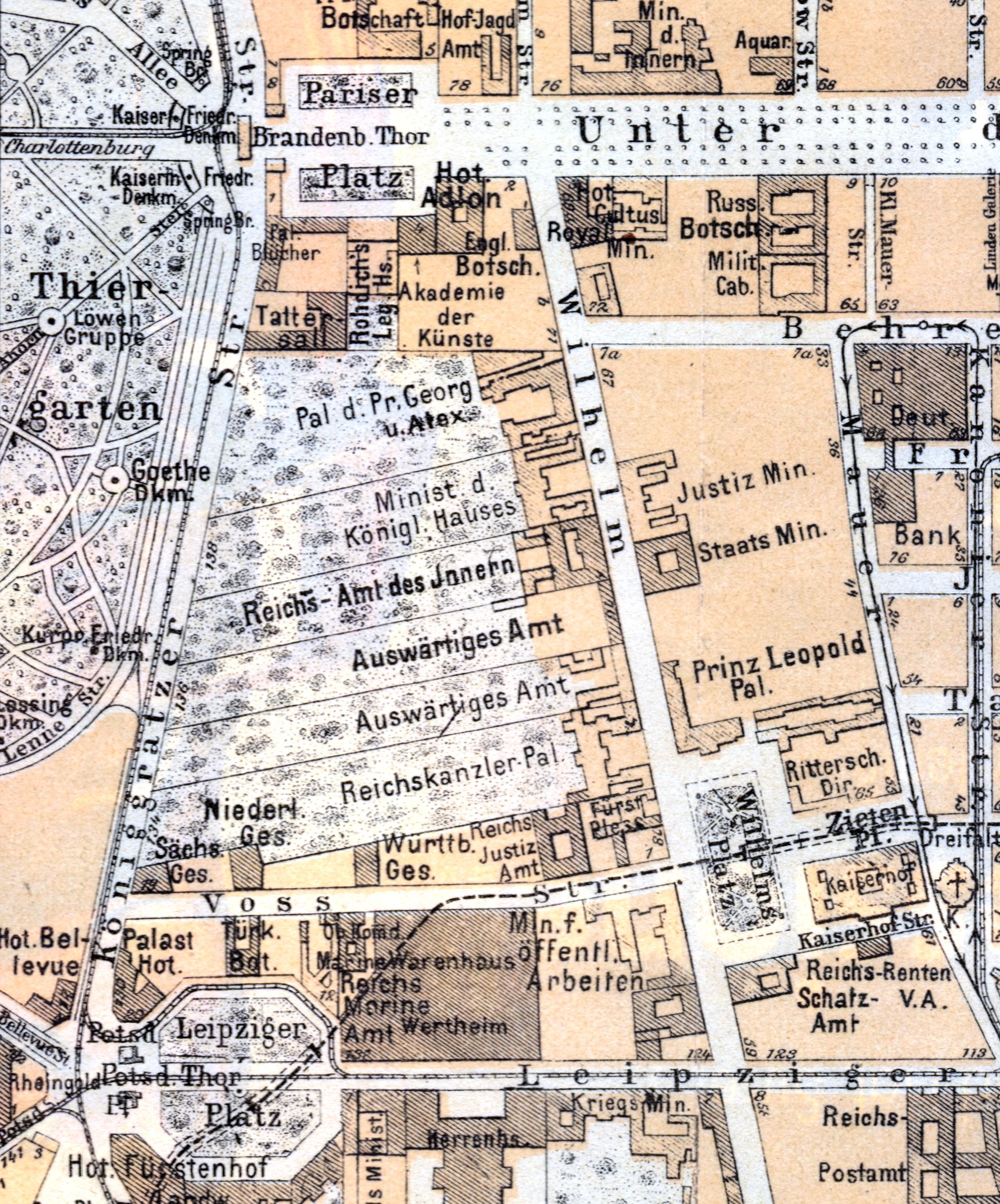
1904年柏林地圖，可見沃斯大街

沃斯大街（; ˈfɔsˌʃtʁaːsə）是德国首都柏林市中心米特区的一条街道，东西走向，从艾伯特大街到威廉大街，在莱比锡大街以北，非常靠近波茨坦广场。这里以希特勒的新总理府建筑群所在地著称，在地堡中他度过了生命的最后几天。

## 历史
在18和19世纪，该地区有几座普鲁士贵族拥有的大宅，其中有些被政府部门获得。其中之一是普鲁士陸軍军官費迪南·奧古斯特·馮·沃斯-布希（Ferdinand August Hans Friedrich von Voß-Buch）的住宅。他曾是驻扎在柏林的「沙皇亞歷山大」擲彈兵團（Garde-Grenadier-Regiment Kaiser Alexander von Russland）的指挥官，1854年退休时是将军，1864年成为伯爵。他家住威廉大街的马歇尔宫（有时称为沃斯宫），1736年由建筑师Johann Philipp Gerlach建造，在1872年，沃斯-布希去世的后一年拆除，以便开辟这条街道，而这条街道就以他命名。在柏林滕珀尔霍夫-舍讷贝格还有一条同名街道，得名于約翰·海因里希·沃斯（Johann Heinrich Voss）。 
1930年代中叶，沃斯大街的著名建筑物有：北侧，从东向西：
- 1号：博尔西希宫，在威廉大街转角，德国商人和制造商阿尔贝特·博尔西希于1875-1877年建在前马歇尔宫地址的一部分上，他是机车工程师奥古斯特·博尔西希的儿子，但他未能住进去，因为房子在他死后一年才完成。
- 2号：米杜柏（Mitropa）餐饮公司总部，该公司从1916年到2002年，管理整个德国的铁路系统的睡眠和餐车。
- 3号：巴伐利亚王國使馆。
- 4-5号：德意志帝国、魏玛共和国和第三帝国的司法部：
- 6号：德国国家铁路局总部。
- 10号：符腾堡王國使馆。
- 11号：纳粹党柏林办事处。
- 15号：Delbrück Schickler银行公司。
- 19号：萨克森王國使馆。

在南侧，门牌从西向东：
- 10号：前帝国海军部，1914年搬迁到了本德勒館。
- 22号：摩西宫，德国犹太人出版大亨汉斯拉赫曼-摩西住宅。
- 24-32号：犹太巨商拥有的韦特海姆百货公司后部。
- 33-35号：德国国家铁路局的其他办公室，到1930年代后者被新的帝国交通部（Reichsverkehrsministerium）接管，建筑面临三条街道：沃斯大街，莱比锡大街和威廉大街。沃斯大街上其他多为住宅。

1938年，这条街的整个北侧，除了博尔西希宫（沃斯大街1号），都被拆除，为修建新总理府大楼让路，新楼由阿尔贝特·施佩尔为希特勒建造，开放于1939年1月。把博尔西希宫计在其内，总理府占有整条沃斯大街的长度，总长430米，正式地址为沃斯大街6号。1945年2月，这座建筑因盟军轰炸而受损严重，其废墟后来被苏联占领军夷为平地。1945年4月30日，希特勒在稍北处的元首地堡自杀身亡。
从1949年10月7日起，沃斯大街位于东柏林，整个波茨坦广场地区因为地处敏感的边境地区，长期几乎没有发展。到1956年沿着沃斯大街只有一座幸存建筑，德国国家铁路局办公室的一部分（沃斯大街33号）。1961年8月，分裂城市的柏林墙建起以后，沃斯大街的大部分保持了无人区的状态。今天，沿着这条街仍然很少有人注意，只是吸引好奇的游客寻找帝国总理府和元首地堡的遗址。
在2003年12月的航拍照片上，沃斯大街的北侧原总理府地块，今天有几座东德时期的公寓，建于1986-1990年。在沃斯大街南侧，唯一幸存的战前建筑物，德国国家铁路局办公室的一部分（沃斯大街33号），周边被原韦特海姆百货公司和交通部旧址的空地包围。还有地铁线的混凝土“盖子”。

## 遗产
沃斯大街新总理府的部分石料后来用于建造苏联战争纪念碑

## 延伸阅读
- Lonely Planet: Berlin, 2005 Lonely Planet guidebook.  Has a section on "Ghosts of the Voßstrasse"
- . New York Times. December 7, 1991.
- Ken Stephens. . Dallas Morning News. August 25, 1996.
- Bebe Faas Rice. . Washington Post. May 12, 1996.
- Glenn Frankel. . Houston Chronicle. April 13, 1990.
- . Rizzoli International * Publications. 1990  [2009-03-05]. （原始内容存档于2019-09-08）.